# Гошћино
Гошћино (пољ. Gościno) град је у Пољској у Војводству западно-поморском. По подацима из 2012. године број становника у месту је био 2527.
.

## Становништво
| 2012. |
| ----- |
| 2.527 |

## Партнерски градови
- Montmorillon